# آب‌انبار مسیر امامزاده اسماعیل
آب‌انبار مسیر امامزاده اسماعیل مربوط به دوره قاجار است و در گرمسار، حاشیه شمال غربی شهر واقع شده و این اثر در تاریخ ۲۵ اسفند ۱۳۸۰ با شمارهٔ ثبت ۵۶۲۸ به‌عنوان یکی از آثار ملی ایران به ثبت رسیده‌است.